# Smith County (Kansas)
Smith County ist ein County im Bundesstaat Kansas der Vereinigten Staaten. Der Verwaltungssitz (County Seat) ist Smith Center. Das U.S. Census Bureau hat bei der Volkszählung 2020 eine Einwohnerzahl von 3570 ermittelt.

## Geographie
Das County liegt zentral im Norden von Kansas, grenzt an Nebraska und hat eine Fläche von 2322 Quadratkilometern, wovon drei Quadratkilometer Wasserfläche sind. Es grenzt in Kansas im Uhrzeigersinn an folgende Countys: Jewell County, Osborne County, Rooks County und Phillips County.

## Geschichte
Der erste Homestead Act, unterzeichnet 1862 von Präsident Abraham Lincoln, wurde für dieses Gebiet 1871 angewandt und brachte 3800 Einwohner bis 1875.
Smith County wurde 1872 gebildet. Benannt wurde es nach Nathan Smith, einem General der 2. Colorado-Freiwilligen im Amerikanischen Bürgerkrieg. 1875, drei Jahre nach Bildung des Countys, lebten hier bereits 3800 Menschen. 1889 war die Bevölkerung bereits auf 15.000 angewachsen. Hauptwirtschaftszweig war der Anbau von Weizen. Nach mehreren Heuschreckenplagen, die die komplette Ernte vernichteten, begann ab 1900 die Bevölkerungszahl langsam aber stetig zu sinken.
4 Bauwerke des Countys sind im National Register of Historic Places eingetragen (Stand 30. August 2017).

## Demografische Daten

Alterspyramide des Smith Countys (Stand: 2000)

Nach der Volkszählung im Jahr 2000 lebten im Smith County 4536 Menschen. Davon wohnten 109 Personen in Sammelunterkünften, die anderen Einwohner lebten in 1953 Haushalten und 1322 Familien im Smith County. Die Bevölkerungsdichte betrug 2 Einwohner pro Quadratkilometer. Ethnisch betrachtet setzte sich die Bevölkerung zusammen aus 98,79 Prozent Weißen, 0,11 Prozent Afroamerikanern, 0,24 Prozent amerikanischen Ureinwohnern, 0,04 Prozent Asiaten, 0,11 Prozent Bewohnern aus dem pazifischen Inselraum und 0,22 Prozent aus anderen ethnischen Gruppen; 0,49 Prozent stammten von zwei oder mehr Ethnien ab. 0,73 Prozent der Bevölkerung waren spanischer oder lateinamerikanischer Abstammung.
Von den 1953 Haushalten hatten 25,6 Prozent Kinder unter 18 Jahren, die mit ihnen gemeinsam lebten. 60,6 Prozent waren verheiratete, zusammenlebende Paare, 4,7 Prozent waren allein erziehende Mütter und 32,3 Prozent waren keine Familien. 30,2 Prozent aller Haushalte waren Singlehaushalte und in 18,6 Prozent lebten Menschen mit 65 Jahren oder darüber. Die Durchschnittshaushaltsgröße betrug 2,27 und die durchschnittliche Familiengröße betrug 2,78 Personen.
21,7 Prozent der Bevölkerung waren unter 18 Jahre alt. 4,7 Prozent zwischen 18 und 24 Jahre, 22,1 Prozent zwischen 25 und 44 Jahre, 23,6 Prozent zwischen 45 und 64 Jahre und 27,9 Prozent waren 65 Jahre alt oder älter. Das Durchschnittsalter betrug 46 Jahre. Auf 100 weibliche Personen kamen 92,7 männliche Personen. Auf 100 Frauen im Alter von 18 Jahren und darüber kamen 90,4 Männer.
Das jährliche Durchschnittseinkommen eines Haushalts betrug 28.486 USD, das Durchschnittseinkommen einer Familie betrug 36.951 USD. Männer hatten ein Durchschnittseinkommen von 25.089 USD, Frauen 18.608 USD. Das Prokopfeinkommen betrug 14.983 USD. 8,8 Prozent der Familien und 10,7 Prozent der Bevölkerung lebten unterhalb der Armutsgrenze.

## Orte im County
- Athol
- Bellaire
- Cedar
- Claudell
- Cora
- Dispatch
- Gaylord
- Harlan
- Kensington
- Lebanon
- Reamsville
- Smith Center
- Thornburg
- Womer

Townships
- Banner Township
- Beaver Township
- Blaine Township
- Cedar Township
- Center Township
- Cora Township
- Crystal Plains Township
- Dor Township
- Garfield Township
- German Township
- Harlan Township
- Harvey Township
- Houston Township
- Lane Township
- Lincoln Township
- Logan Township
- Martin Township
- Oak Township
- Pawnee Township
- Pleasant Township
- Swan Township
- Valley Township
- Washington Township
- Webster Township
- White Rock Township